# Hochzeitsglocken im Feuerregen
Hochzeitsglocken im Feuerregen (Originaltitel: Volcano!) ist ein US-amerikanisches Stummfilmdrama aus dem Jahr 1926 von William K. Howard mit Bebe Daniels und Ricardo Cortez in den Hauptrollen. Das Drehbuch basiert auf dem Bühnenstück Martinique von Laurence Eyre.

## Handlung
Zabette de Chauvalons verlässt ein Kloster in Brüssel, um in Begleitung von Pater Bénédict zu ihrem Vater auf die Insel Martinique zu reisen. In Saint-Pierre erfährt sie vom Tod ihres Vaters. Seine Witwe, die die französische Gesellschaft der Insel regiert, hält Zabette für das Kind einer schönen Quadroon, mit der Zabettes Vater nach Frankreich aufgebrochen ist. 
Als Zabette ins Mulattenviertel geschickt wird, ist Stéphane Séquineau dabei und interessiert sich für sie. Mittellos ist Zabette gezwungen, ihre Pariser Mode zu versteigern. Da Quembo, ein gerissener Quadroon, der Höchstbietende ist, überbietet ihn Stéphane in letzter Minute und gesteht Zabette seine Liebe, die sie annimmt, da sie glaubt, eine junge Frau mit viel Farbe zu sein. Sein älterer Bruder Maurice deutet jedoch an, dass eine Mischehe ihn ruinieren würde, und überredet sie, davon abzusehen. 
In der Nacht von Stéphanes Hochzeit mit einem anderen Mädchen bricht der Berg Montagne Pelée aus. Stéphane rettet Zabette, und als sie von ihrer rein französischen Abstammung erfährt, sind sie und ihr Geliebter glücklich vereint.

## Veröffentlichung
Die Premiere des Films fand am 23. Mai 1926 in New York statt. 1927 kam er in Österreich in die Kinos. Er wurde auch unter dem Titel In der Hölle des Negerviertels gezeigt.

## Kritiken
Mordaunt Hall von der The New York Times schrieb, der Film stütze sich hauptsächlich auf die Szenen des Ausbruchs des Mount Pelée, in denen es Farbtupfer, allgemeine Aufregung und Dutzende von zerfallenden Gebäuden gebe, die insgesamt recht eindrucksvoll seien. Die Erzählung scheine jedoch in der Adaption abgeschwächt worden zu sein, und die Situationen seien nicht unbedingt dramatisch. Bei der Entfaltung der Geschichte wurde der Weg des geringsten Widerstands gewählt, und auf ziemlich ermüdende Weise reihe sich Zufall an Zufall. Obwohl die Massenszenen geschickt gehandhabt wurden, wirken ihre Bemühungen aufgrund der Regie der einzelnen Akteure häufig künstlich.